# Helena Rakoczy

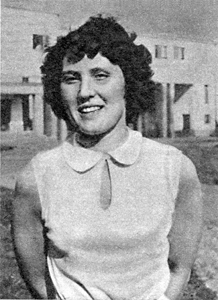
Helena Rakoczy

Helena Rakoczy (* 23. Dezember 1921 in Krakau als Helena Krzynow; † 2. September 2014 ebenda) war eine polnische Turnerin.
Bei den Turn-Weltmeisterschaften 1950 in Basel gewann sie vier Goldmedaillen und eine Bronzemedaille:
- Weltmeisterin am Schwebebalken
- Weltmeisterin im Bodenturnen
- Weltmeisterin beim Sprung
- Weltmeisterin im Mehrkampf
- 3. Platz am Stufenbarren

Bei den Turn-Weltmeisterschaften 1954 in Rom errang Rakoczy je eine Bronzemedaille im Mehrkampf und am Stufenbarren. Bei den Olympischen Sommerspielen 1956 in Melbourne gewann sie mit der Mannschaft die Bronzemedaille in der Gymnastik. Nach dem Abschluss ihrer aktiven Karriere war sie als Trainerin in Polen und in den Vereinigten Staaten tätig. Zudem fungierte sie als Turnrichterin.
Im Jahr 2004 wurde sie als erfolgreichste polnische Turnerin in die International Gymnastics Hall of Fame in Oklahoma City aufgenommen.